# (10430) Martschmidt
(10430) Martschmidt ist ein Asteroid des Hauptgürtels, der am 24. September 1960 von den niederländischen Astronomen Cornelis Johannes van Houten, Ingrid van Houten-Groeneveld und Tom Gehrels am Palomar-Observatorium (IAU-Code 675) in Kalifornien entdeckt wurde.
Der Asteroid wurde am 5. Juli 2001 nach dem niederländischen Astronomen Maarten Schmidt (1929–2022) benannt.